# Fernando Martínez Gil
Fernando Martínez Gil (Toledo; 23 de mayo de 1956) es un historiador, profesor universitario y novelista español. Es hijo del dramaturgo Antonio Martínez Ballesteros y hermano del musicólogo Carlos Martínez Gil.

## Biografía
Licenciado en Geografía e Historia, especialista en Antropología y Etnología de América, obtuvo el doctorado en Historia Moderna. Ganó la plaza como profesor titular en la Universidad de Castilla-La Mancha, en la facultad de Humanidades situada en su localidad natal, en la que es profesor de Historia moderna de España, Teoría y métodos de la historia y Patrimonio hemerográfico, fotográfico y cinematográfico. Como historiador y profesor investigador, es autor de un gran número de artículos publicados en revistas académicas y especializadas en historia, en particular de la ciudad de Toledo. Martínez Gil es, además, un reconocido autor de novelas históricas, tanto en literatura juvenil como para adultos.

## Obras
Novelas y premios literarios
Como novelista, ha ganado el Premio Nacional de Literatura Infantil, por su novela El río de los castores (1979), y el Premio Lazarillo por El juego del pirata (1986). En su faceta cono novelista es también autor de Amarintia (1990), La isla soñada (1991), El verano de la linterna mágica (1995), Historia de un libro (2001) y El juego del pirata (2006).
Obras académicas
De su obra como historiador y profesor universitario, ha sido galardonado con el Premio Temas Toledanos San Ildefonso y ha publicado los siguientes libros:
- Martínez Gil, Fernando (2005). María Pacheco (1497-1531): la mujer valerosa: historia de doña María Pacheco, comunera de Castilla (1497-1531). Toledo: Centro de Estudios de Castilla-La Mancha. ISBN 84-934140-1-8.
- — (1996). La Muerte Vivida. Muerte y Sociedad en Castilla durante la Baja Edad Media. Toledo: Universidad de Castilla-La Mancha..
- — (1993). Muerte y sociedad en la España de los Austrias. Madrid: Siglo XXI de España. ISBN 84-323-0799-8., reeditado en 2000: Muerte y sociedad en la España de los Austrias. Universidad de Castilla-La Mancha. ISBN 84-8427-080-7.
- — (1993). La ciudad inquieta: Toledo comunera, 1520-1522. Toledo: Instituto Provincial de Investigaciones y Estudios Toledanos. ISBN 84-87103-40-5.
- — (1987).  Ayuntamiento de Toledo, ed. Toledo y la crisis de Castilla, 1677-1686. Toledo. ISBN 84-505-4936-1.